# (22416) Tanimotoyoshi
(22416) Tanimotoyoshi, désignation provisoire 1995 UC47, est un astéroïde de la ceinture principale découvert en 1995.

## Description
(22416) Tanimotoyoshi a été découvert le 28 octobre 1995 à l'observatoire de Kitami, situé à l'est d'Hokkaidō (Japon), par Kin Endate et Kazuro Watanabe.

### Caractéristiques orbitales
L'orbite de cet astéroïde est caractérisée par un demi-grand axe de 2,59 UA, un périhélie de 1,81 UA, une excentricité de 0,30 et une inclinaison de 5,62° par rapport à l'écliptique. Du fait de ces caractéristiques, à savoir un demi-grand axe compris entre 2 et 3,2 UA et un périhélie supérieur à 1,666 UA, il est classé, selon la JPL Small-Body Database, comme objet de la ceinture principale.

### Caractéristiques physiques
(22416) Tanimotoyoshi a une magnitude absolue (H) de 14,8 et un albédo estimé à 0,082.

## Étymologie
Cet astéroïde est nommé en l'honneur de Motoyoshi Tani (1945-).